# Síndrome de movimientos periódicos de las piernas
El síndrome de movimientos periódicos de las piernas (también conocido como PLMD por las siglas de su denominación en inglés, Periodic Limb Movement Disorder) se caracteriza por el movimiento de las piernas durante el sueño con una periodicidad determinada.

## Epidemiología
Suele aparecer sobre los 40 años y aumenta progresivamente con la edad. 

## Cuadro clínico
Un 30-40 por ciento de los ancianos sufren esta enfermedad, que se caracteriza por el movimiento de las piernas durante el sueño con una periodicidad determinada. La duración oscila entre los 0,5 y los 5 segundos, y se puede producir un movimiento cada 20 o 40 segundos. Asimismo, este síndrome aparece sobre todo al principio de la noche y en el último tercio del sueño. Las consecuencias consisten en interrupciones muy frecuentes del sueño, lo que a su vez provoca somnolencia y cansancio al día siguiente. 
Muchas veces es el compañero de habitación quien lo descubre, mientras el paciente no ha notado nada, pero en la evolución seguramente aparecerá excesiva somnolencia durante el día, y de acuerdo a la gravedad sumará otros síntomas.
Estos trastornos a veces se asocian a otras enfermedades (polineuropatía diabética, insuficiencia renal crónica, etc)

## Diagnóstico
Al igual que el síndrome de apneas del sueño, se realiza polisomnografía nocturna. Recordando que muy frecuentemente se asocian éstas enfermedades.

### Diagnóstico diferencial
Es difícil realizar un diagnóstico correcto del síndrome de movimientos periódicos de las piernas, que a veces aparece ligado al síndrome de piernas inquietas. Son dos entidades diferentes que pueden presentarse concomitantemente y también asociadas con el síndrome de apneas del sueño. Aunque se han descrito movimientos periódicos en un 80% de los pacientes con síndrome de piernas inquietas, de entre los pacientes con movimientos periódicos se encuentra un escaso número de casos con síndrome de piernas inquietas.
De la misma manera que las apneas, determinan una fragmentación del sueño por múltiples microdespertares, que en este caso son producidos por bruscos movimientos involuntarios de las piernas, repetidos durante gran parte de la noche, en el caso del síndrome de movimientos periódicos, o la necesidad constante de mover las piernas en el momento de ir a dormir y en las primeras etapas del sueño, en el caso del síndrome de piernas inquietas.

## Tratamiento
El tratamiento es semejante al de síndrome de piernas inquietas, salvo si existen apneas.